# Eley Brothers
A Eley Brothers (ou simplesmente ELEY) é um fabricante britânico de cartuchos de armas de fogo na "ELEY Cartridge Factory", localizada em Edmonton (distrito de Londres) às margens do "River Lee Navigation" e da "Great Eastern Railway" em Angel Road. Atualmente, a ELEY é mundialmente reconhecida como a fabricante líder da munição de fogo circular .22LR de alta precisão.

## Histórico

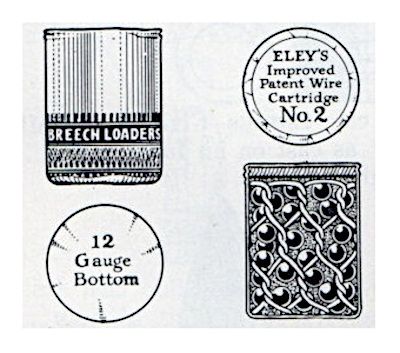
Anúncio do ELEY's improved wire cartridge.

A Eley Brothers foi fundada por Charles e William Eley em Londres em 1820. Os irmãos Eley compraram os direitos de patente dos "wire cartridges" ("cartucho de arame") na primavera ou início do verão de 1828. A patente do "cartucho de arame" foi emitida pelo Escritório de Patentes Inglês em 28 de novembro de 1827 para Joshua Jenour sob a patente nº 5570. Sr. Jenour nasceu em Fleet Street, Londres, em 1755 e anteriormente foi o proprietário e gerente do "Daily Advertiser", um jornal londrino. O "cartucho de arame", nada mais era que um cartucho de espingarda (que nessa época eram por antecarga) com uma "gaiola" de arame que mantinha os bagos juntos durante os primeiros estágios de seu voo logo após o disparo.

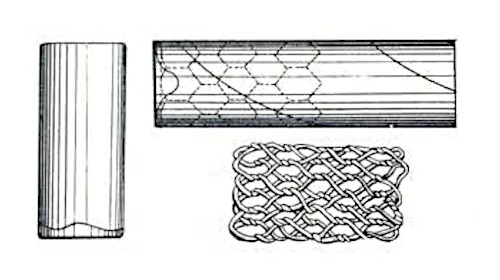
Diagramas do ELEY's wire cartridge.

Em 1828, Charles e William Eley estabeleceram uma fábrica na "Charlotte Street" (Londres), mudando-se posteriormente para Bond Street (na mesma Londres). Inicialmente, Charles Eley foi o proprietário principal da empresa e os cartuchos de arame originais tinham apenas o nome de Charles Eley. As tentativas iniciais de vender o "Eley Wire Cartridge" foram ruins, e Charles Eley retirou-se do negócio. O motivo foi que os primeiros cartuchos ficaram com a reputação de "formar bolas" com a fusão dos bagos; a adição de farinha de osso em pó (em 1836) sanou esse problema e passaram a comercializar o "Eley Improved Patent Wire Cartridge" com muito sucesso entre os esportistas durante todo o período de espingardas por antecarga. Foi publicada uma brochura em 1830 explicando o uso e as vantagens desse cartucho.

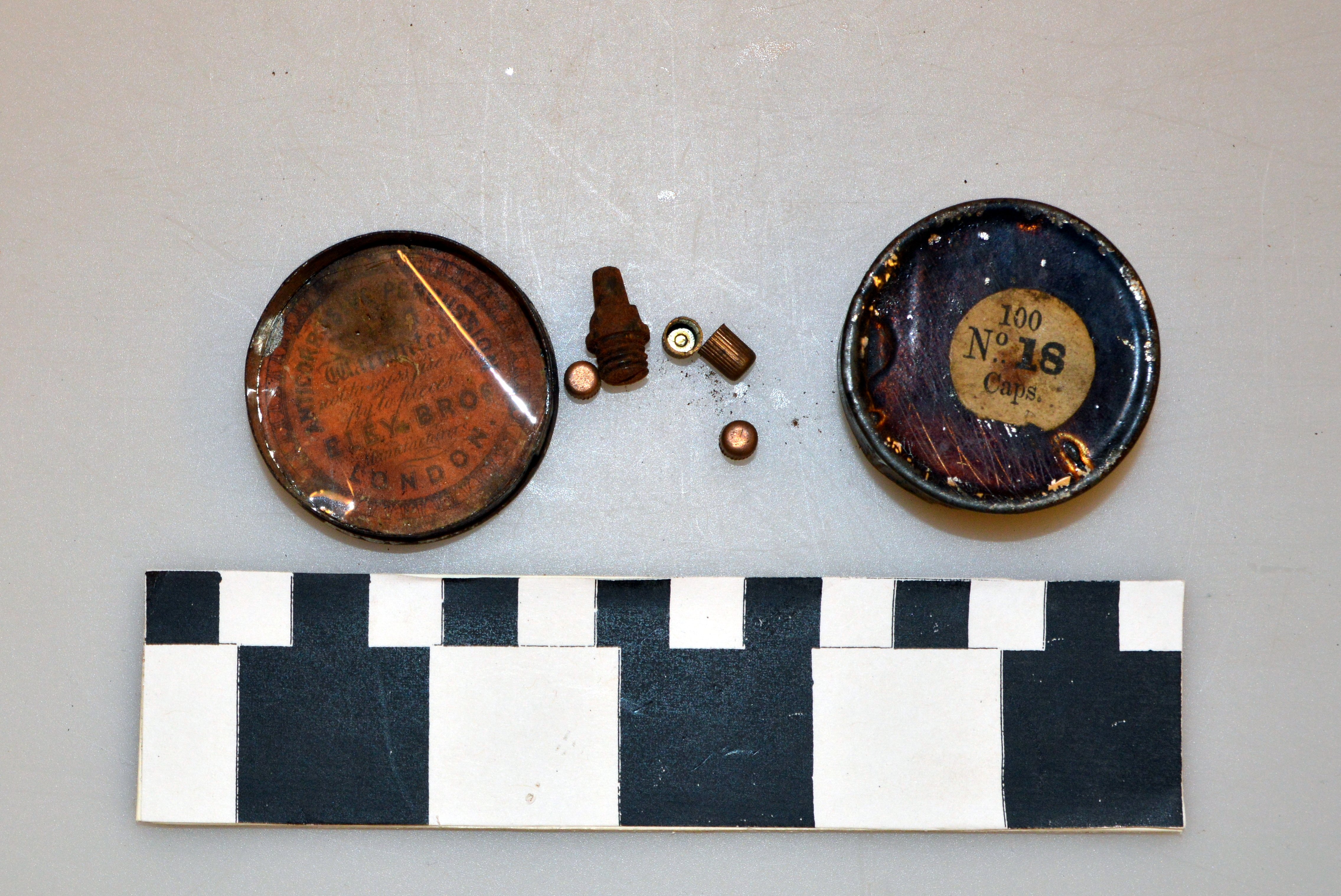
Espoletas de percussão da Eley Brothers.

Em 1837, a empresa acrescentou espoletas de percussão ao seu portfólio de produtos, embora William tenha morrido em uma explosão em 1841, seus três filhos ajudaram a continuar o negócio. Seu filho mais velho, William Thomas, formou uma aliança com Samuel Colt, os dois patenteando um cartucho de pele para uso nos revólveres deste último a partir de 1855.
Em 1860, eles estavam fabricando cartuchos de espiga com bagos como munição, para uso em espingardas e os listaram pela primeira vez para venda no "The Ironmonger & Metal Trades Advertiser". Em 13 de abril de 1861, William Thomas Eley obteve uma patente para uma melhoria do cartucho de espiga para espingardas. O principal aspecto desta patente era fixar melhor espoleta no estojo e evitar que o pino voasse para fora do estojo durante a detonação.

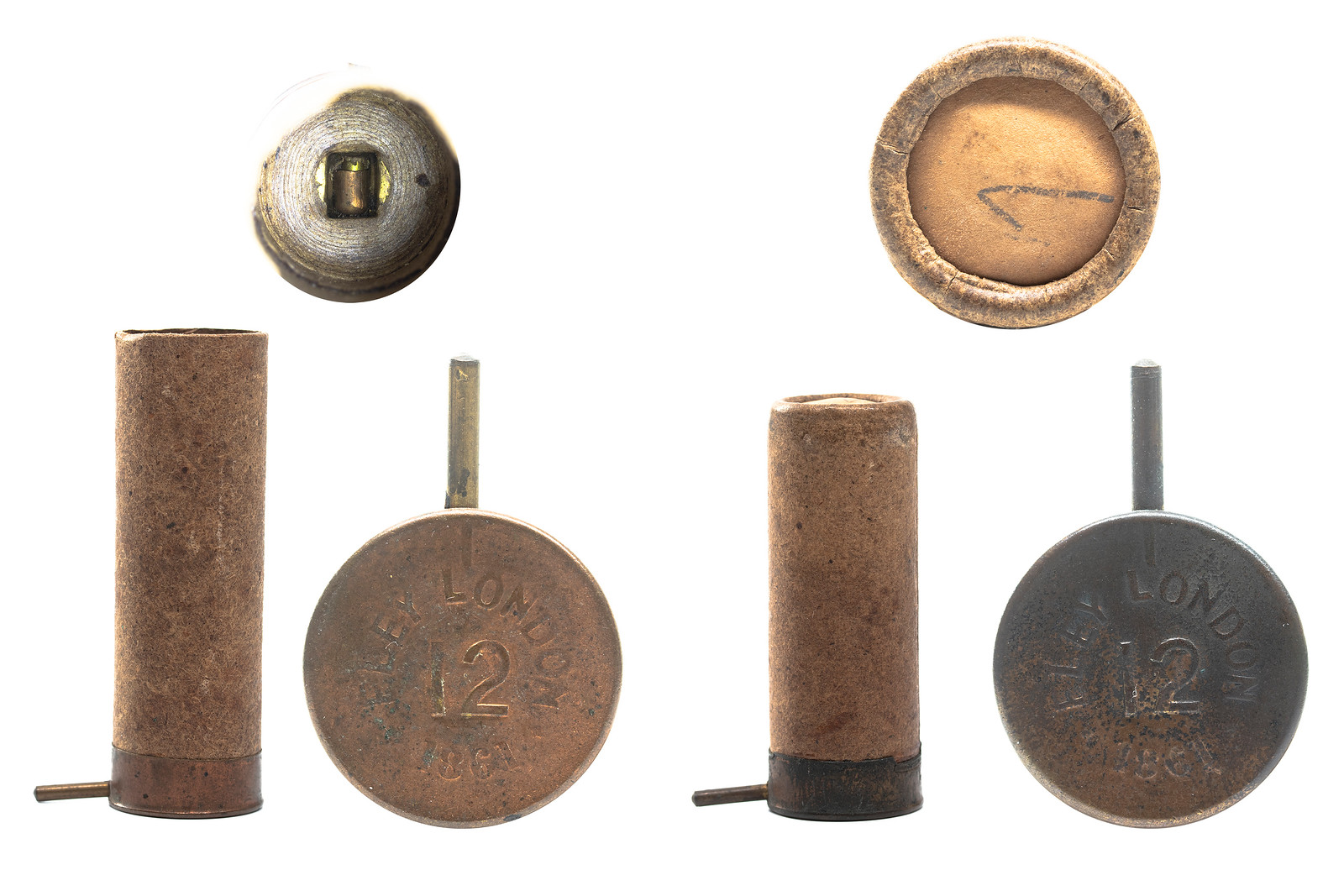
Cartuchos de espiga da Eley Brothers.

O crescimento dos negócios foi acompanhado pela mudança para Grays Inn Road em 1864 e pelo desenvolvimento do cartucho Boxer projetado pelo Coronel Boxer - Superintendente Chefe do Arsenal Real de Woolwich - e adotado pelo governo em 1866.
Em 1874, eles se tornaram uma empresa de capital aberto para estimular a expansão, mas perderam o ímpeto depois de 1881, quando William Thomas morreu. Seus irmãos permaneceram no controle até 1901, mas os acionistas os acusaram de administrá-la como uma empresa privada. As inovações na linha de produção incluíram pólvora sem fumaça e, na década de 1890, 400 tipos de cartuchos foram produzidos. Eles haviam estabelecido uma fábrica em Tile Kiln Lane, Edmonton, Londres em 1865.
Em 1894, a empresa transferiu a produção para instalações ampliadas em Angel Road, que incluíam uma linha de bonde para seu cais nas proximidades do rio Lee. Por duas vezes, o "War Office" removeu a Eley Brothers de sua lista de fornecedores aprovados devido à baixa qualidade da munição .303 British, grande parte dela retornando do exterior como inutilizável. Além disso, instalações precárias obrigaram a empresa a comprar componentes, ao contrário de seus concorrentes.
Em 1896, a Eley Brothers publicou um anúncio de página inteira no "The Ironmonger & Metal Trades Advertiser", dando ênfase a seus cartuchos a prova d'água.
Em 1900, uma explosão matou dois trabalhadores, os diretores brigaram entre si e, em 1906, a força de trabalho predominantemente feminina entrou em greve quando seus salários foram cortados. Um importante especialista em balística, F W Jones, foi contratado para melhorar as coisas e em 1907 uma torre para fabricação de bagos, de 107 pés (32,6 metros) de altura foi construída. A fábrica estava mal adaptada para a produção em massa - produziu "apenas" 209 milhões de cartuchos de .303 na Primeira Guerra Mundial, em comparação com 2.373 milhões produzidos pela Kynoch, na fábrica de Birmingham - mas suas habilidades especializadas a tornaram ideal para inovação, como a preparação de munições para aeronaves.
Após a guerra, a Eley, junto com outras empresas, tornou-se parte da "Explosive Trades Ltd", que logo se tornou parte da "Nobel Industries". Muitos belgas foram alojados em Edmonton como refugiados e muitos, como em outros lugares, trabalharam na indústria de armamentos. Isso gerou vínculos naturais entre os dois países e, na década de 1920, a Eley firmou parceria com a Fabrique Nationale (FN), adquirindo a empresa belga "Cartoucherie Russo - Belge". No entanto, a necessidade de munição diminuiu, e a fábrica de Angel Road fechou em 1921, toda a produção sendo transferida para a fábrica de Nobel em Waltham Abbey.

## Galeria

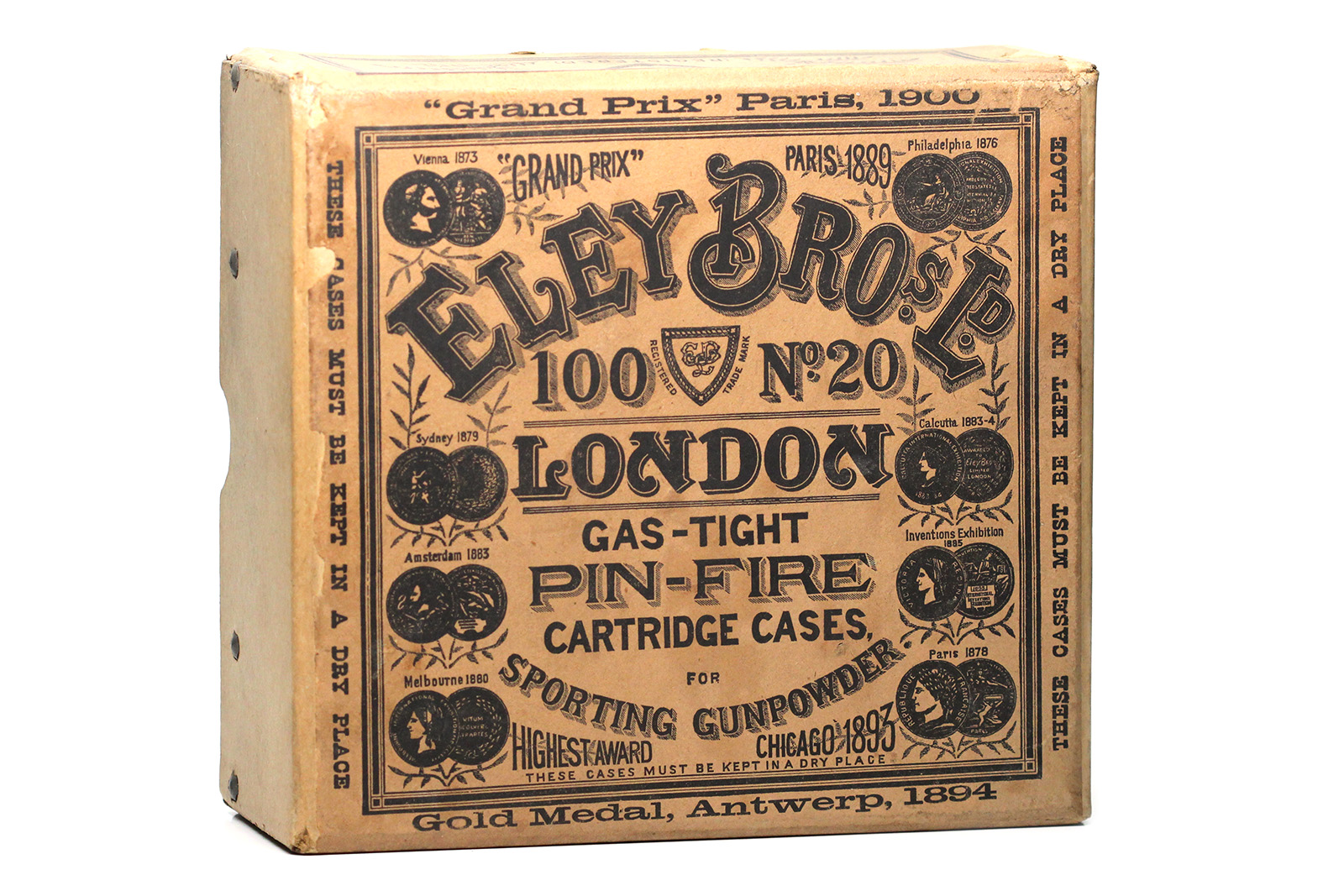
Cartuchos de espiga para espingardas (bagos)
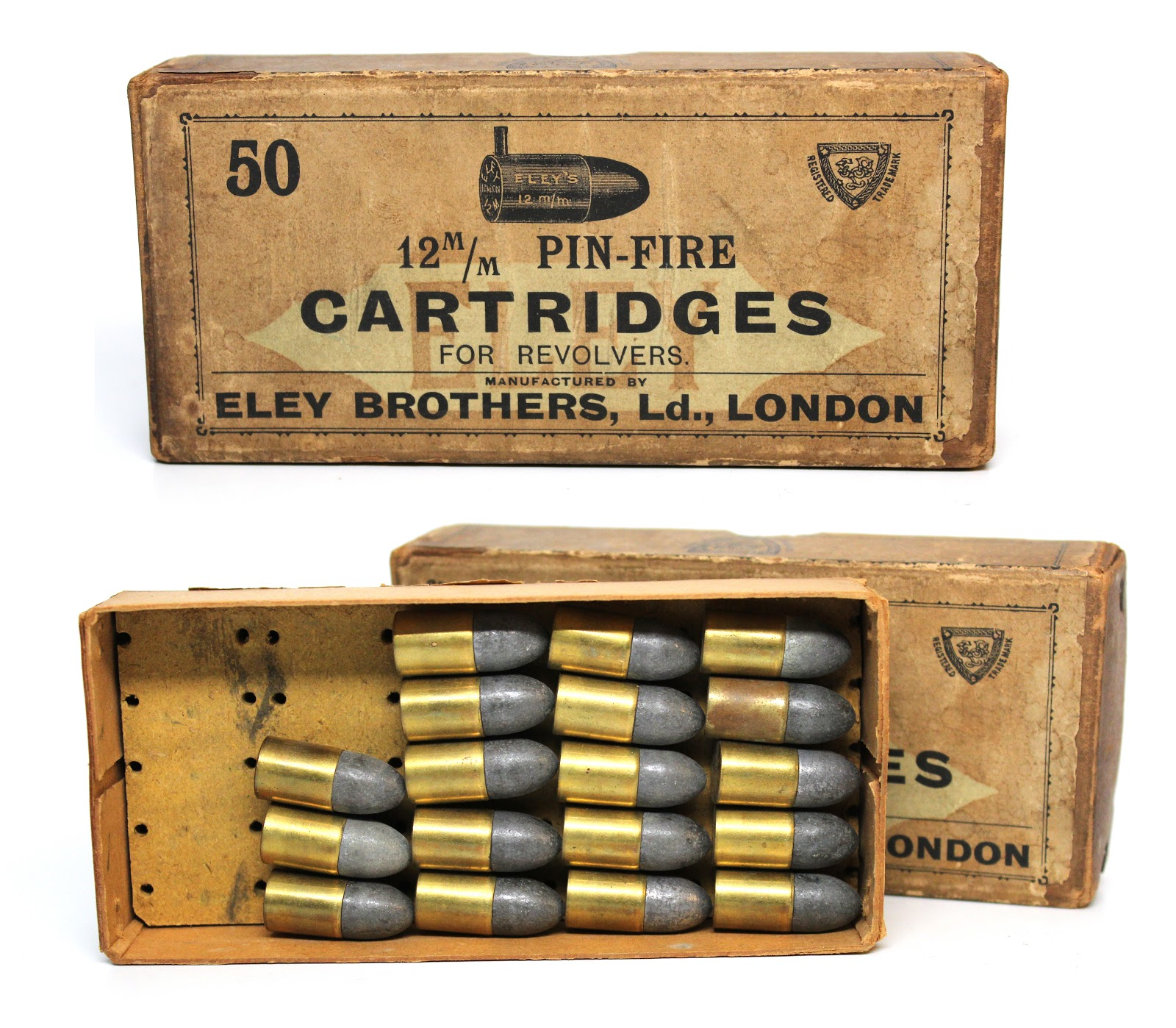
Cartuchos de espiga para revólveres (balas)
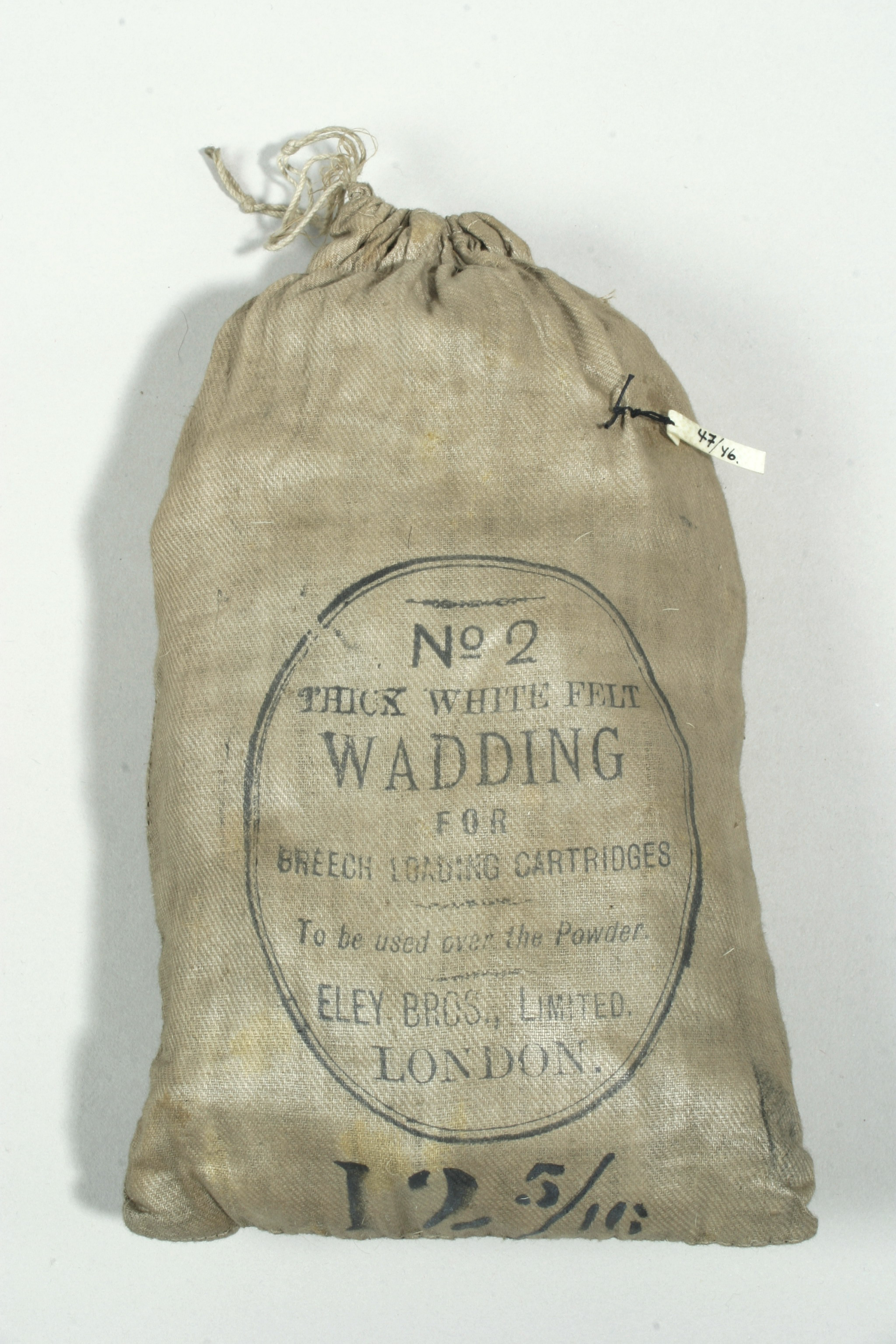
Buchas para espingardas de antecarga

## História recente
A torre de fabricação de bagos para munição foi demolida no final do século XX. A área hoje é conhecida como "Eley Industrial Estate".
A Eley Limited foi comprada pela IMI Industries e operada por ela até 2014, quando foi comprada por uma empresa de investimentos apoiada pelo Lloyds TSB. A Eley Limited agora está localizada em Sutton Coldfield, Birmingham, Inglaterra.

## Munições desenvolvidas pela Eley Brothers
- .450 No 2 Nitro Express em 1903
- .360 No 2 Nitro Express em 1905
- .475 No 2 Nitro Express depois de 1907